# Burslem

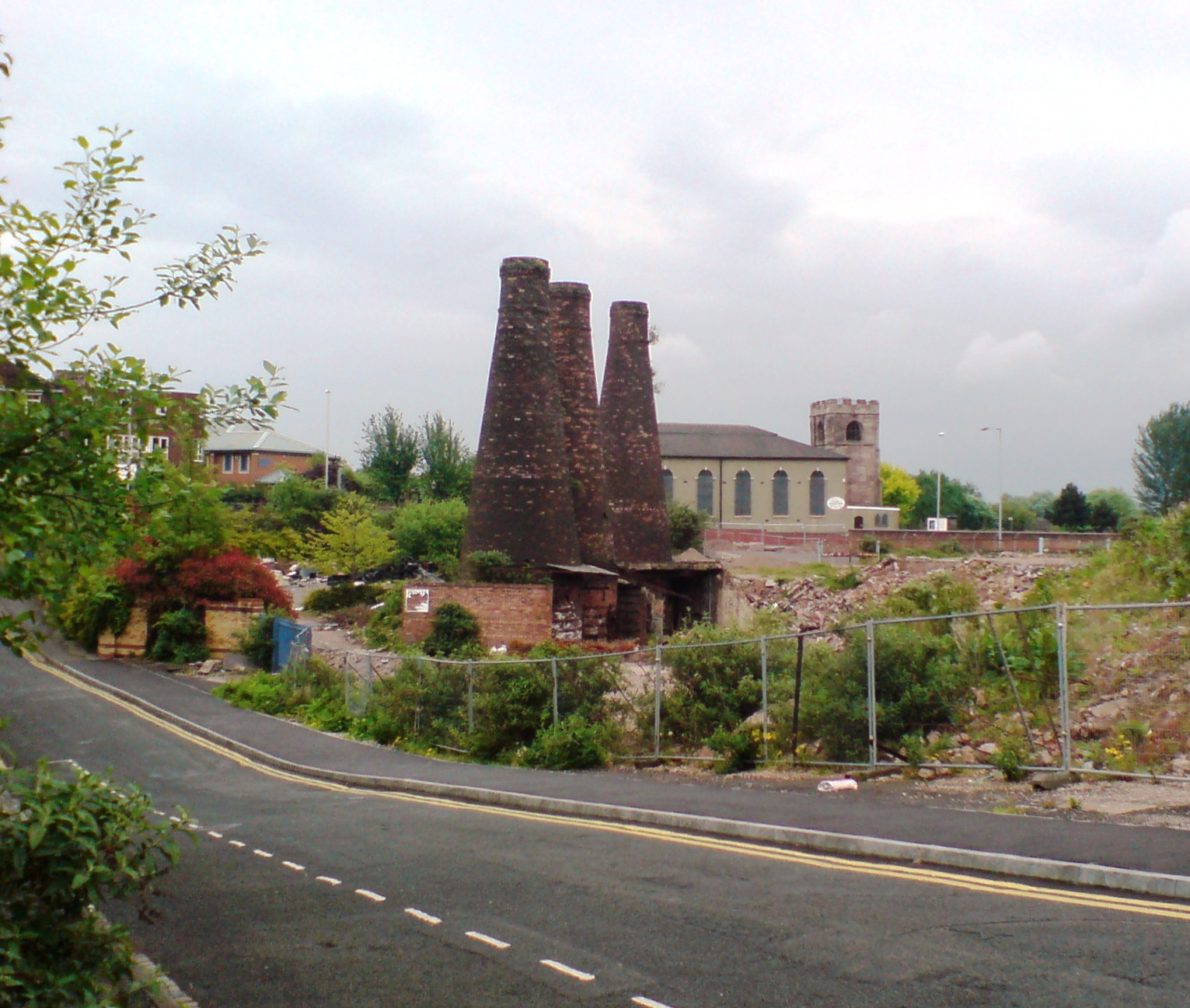
Hornos en desuso en forma de botella de Acme Marls en Burslem, Stoke-on-Trent, con la iglesia de St. John, de calle Woodbank, en el fondo cuya torre de arenisca data de 1536.

Burslem es uno de los seis pueblos que forman la ciudad de Stoke-on-Trent, en Staffordshire, Inglaterra. El pueblo está situado en la ladera oriental del Valle del Fowlea, siendo el río Fowlea uno de los principales tributarios del río Trent. Burslem abarca las áreas de Middleport, Dalehall, Longport, Westport, Trubshaw Cross y Brownhills. El canal Trent & Mersey atraviesa al oeste y sur del centro de la ciudad. Un poco más al oeste, la West Coast Main Line (Línea principal de la Costa Oeste) y la carretera A500 corren de manera paralela, formando una división o frontera distintiva entre Burslem y la localidad adyacente de Newcastle-under-Lyme. Hacia el sur se ubica Grange Park y Festival Park. El hijo ilustre más famoso de Burslem fue el fundador, bajista y cantante de una de las bandas británicas de rock más influyentes - Ian "Lemmy" Kilmister de Motörhead - quien nació y vivió sus primeros años en este lugar.